# Нуволера
Нуволера (італ. Nuvolera) — муніципалітет в Італії, у регіоні Ломбардія, провінція Брешія.
Нуволера розташована на відстані близько 440 км на північний захід від Рима, 95 км на схід від Мілана, 11 км на схід від Брешії.
Населення — 4685 осіб (2014).

## Демографія
Населення за роками:

Станом на 1 січня 2023 року в муніципалітеті офіційно проживав 401 іноземець з 41 країни, серед них 96 громадян країн Євросоюзу та 16 громадян України.

## Сусідні муніципалітети
- Бедіццоле
- Боттічино
- Маццано
- Нуволенто
- Реццато
- Серле